# محمد بن إسحاق بن راهويه
أبو الحسن مُحَمد بن إسحاق بن راهويه البُرَجمي التميمي (215 هـ - 294 هـ / 830 م -907 م) إمام، وقاضي، وفقيه، ومحدث، من عُلماء القرن الثالث الهجري، وهو ابن الإمام الكبير إسحاق بن راهويه، ولد في مدينة مرو في خراسان، وولي القضاء في مرو ثم ولي قضاء نيسابور، وكتب في بلاد خراسان، والعراق، والحجاز، والشام، ومصر، وقتل في طريق مكة بعد عودته من الحج عام 294 هـ على يد القرامطة وقد قارب الثمانين عاماً.

## شيوخه وتلاميذه
- سمع من أبوه إسحاق بن راهويه، والإمام أحمد بن حنبل، وعلي بن المديني، وعلي بن حجر، وأبو مصعب وجماعة من أهل العلم.[3]
- وحدث عنه إسماعيل الخطابي، وابن قانع، وأحمد بن خزيمة، وأحمد الختلي، وأبو القاسم الطبراني وأخرون.[4]

## مقتله
قال ابن كثير الدمشقي في البداية والنهاية: «محمد بن الْإِمَامِ إِسْحَاقَ بْنِ رَاهَوَيْهِ سَمِعَ أَبَاهُ وَأَحْمَدَ بْنَ حَنْبَلٍ وَغَيْرَهُمَا، وَكَانَ عَالِمًا بِالْفِقْهِ وَالْحَدِيثِ، جميل الطريقة حميد السيرة قتلته القرامطة فِي سنة 294 هـ فِي جُمْلَةِ مَنْ قَتَلُوا مِنَ الْحَجِيجِ».